# حمام روستای سنگ بن طالقان
حمام روستای سنگ بن طالقان مربوط به دوره قاجار است و در شهرستان طالقان، روستای سنگ بن واقع شده و این اثر در تاریخ ۱۲ بهمن ۱۳۸۱ با شمارهٔ ثبت ۷۲۳۱ به‌عنوان یکی از آثار ملی ایران به ثبت رسیده است.